# Anna-Maria Helsing
Anna-Maria Helsing, född 17 oktober 1971 i Södertälje , är en finlandssvensk dirigent. Helsing har dirigerat alla ledande finska orkestrar och en rad kända orkestrar i andra länder. 
Anna-Maria Helsing växte upp i en musikalisk familj i Munsala i Finland. Hon studerade musik vid konservatoriet i Jakobstad där hon avlade examen som violinist 1992. År 2000 avlade hon  diplomexamen vid Musikakademin i Bydgoszcz i Polen. Hon studerade orkesterdirigering under Leif Segerstam vid Sibelius-Akademin 2004–2007. Helsing har deltagit i mästarklasser med dirigenter som Esa-Pekka Salonen, Gustavo Dudamel och Jorma Panula. 
Helsing debuterade som orkesterdirigent med Helsingfors stadsorkester 2008. Hon medverkade i International Conductor's Academy Allianz i London 2008/09 och dirigerade Philarmonica Orchestra vid avslutningskonserten i Royal Festival Hall. Säsongerna 2010/13 var hon konstnärlig ledare vid Oulu Sinfonia (Uleåborgs symfoniorkester). Helsing har därefter arbetat med Radions symfoniorkester, Estniska nationalorkestern, Odense symfoniorkester, Braunschweig stadsorkester, Jena Filharmonikerna, Kungliga Filharmonikerna i Stockholm och andra välrenommerade orkestrar.
Helsing har även arbetat med opera. Hennes debut som operadirigent var uruppförandet  av Jukka Linkolas opera Hallin Janne med Jyväskylä Sinfonia 2008 och året efter dirigerade hon Kaija Saariahos Adriana Mater på Finlands nationalopera. År 2011 dirigerade hon Domenico Cimarosas Il matrimonio segredo vid Savonlinnas operafestival.
I augusti 2013 dirigerade Anna-Maria Helsing Dagens Nyheters och Kungliga Filharmonikernas sommarkonsert "Filharmonikerna i det gröna" på Gärdet i Stockholm.
Helsing utsågs till gästdirigent för brittiska BBC Concert Orchestra år 2020 och tillträder som  chefsdirigent för orkestern den 1 oktober 2023. Utnämningen avser en period på tre år.

### Webbsidor
- Anna-Maria Helsing, Konzertdirektion Hörtnagel Berlin
- ”Anna-Maria Helsing, Festspelen i Piteå”. Arkiverad från originalet den 18 augusti 2013. http://archive.is/2013.08.18-084229/http://www.festspelen.se/artister/anna-maria-helsing.
- Anna-Maria Helsing, Kungliga Filharmonikerna
- Anna-Maria Helsing